# Mutatocoptops malaisiana
Mutatocoptops malaisiana là một loài bọ cánh cứng trong họ Cerambycidae.